# Г'юго Гернсбек
Г'юго (також Г'юґо, Х'юго) Гернсбек (англ. Hugo Gernsback (16 серпня 1884 — 19 серпня 1967) — американський винахідник, бізнесмен, письменник, редактор і видавець, засновник першого у світі журналу наукової фантастики «Amazing Stories».

## Біографія

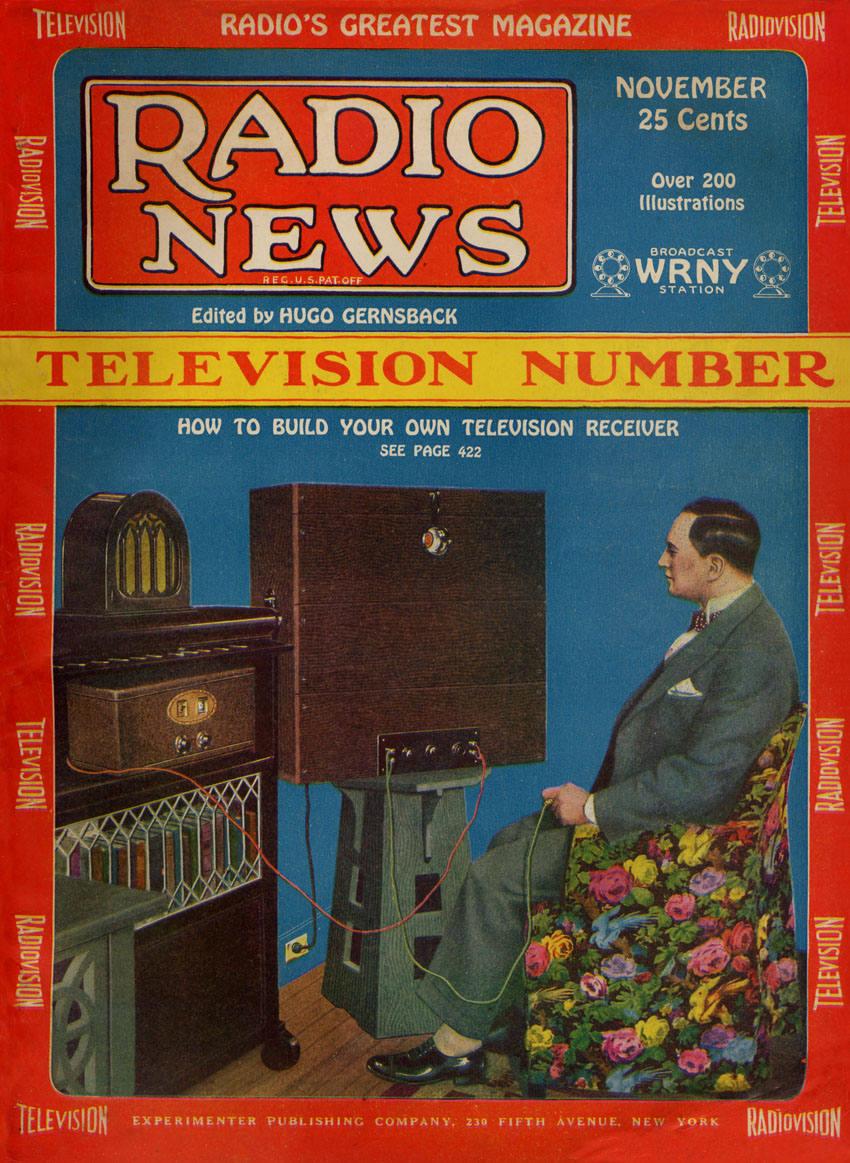
Г'юго Гернсбек дивиться телевізійну передачу у серпні 1928 р.

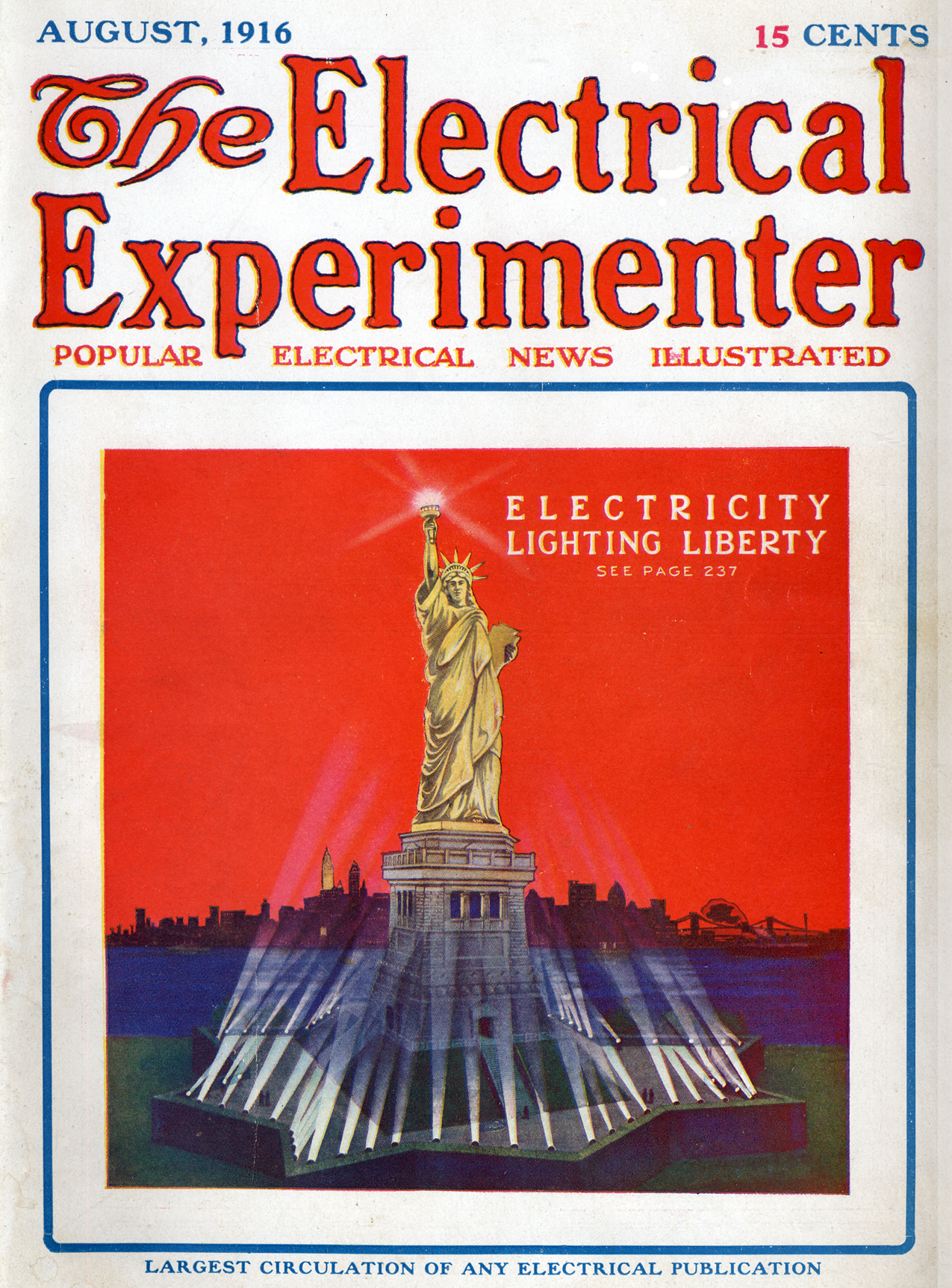
Обкладинка журналу «Electrical Experimenter»

Народився в Люксембурзі 16 серпня 1884 року, справжнє прізвище — Гернсбахер (Gernsbacher) (воно було змінене на Гернсбек після переїзду в США). Вчився на інженера-електрика в Люксембурзькому промисловому училищі і Технікумі в Бінгені, Німеччина.
Емігрував в США в 1904 році. Влаштувавшись у Нью-Йорку, відкрив компанію по імпорту електричних частин Electro Importing Company of New York City, яка в 1905 році вперше в історії почала виробляти і продавати загальнодоступні прийомо-передавальні радіокомплекти Telimco Wireless Telegraph Outfits. У 1908 році для інформаційної підтримки своєї компанії і поширення технічних знань Гернсбек почав випускати свій перший журнал «Modern Electrics», за яким послідкували в 1913 році «Electrical Experimenter», у 1919 році «Radio Amateur News», а в 1920 році «Science and Invention». З тією ж метою Гернсбек також засновував громадські організації — наприклад, Американську асоціацію радіозв'язку в 1909 році.
Майже із самого початку в цих журналах стали публікуватися фантастико-технічні розповіді, які, на думку Гернсбека, повинні були в доступній для читачів формі викладати нові наукові ідеї і прищеплювати публіці інтерес до техніки. У 1911 році в «Modern Electrics» почалася публікація написаного Гернсбеком футуристичного роману «Ральф 124C 41+» («Ralph 124c 41+») — за задумом автора «124С 41» повинно було читатися як «One-to-fore-see for-all» — «той, хто передбачає для всіх». Роман був чимось подібним до компендіуму винаходів майбутнього. У 1915 році Гернсбек вперше використав в журналі в значенні «наукова фантастика» термін «scientifiction», з'єднавши слова «scientific» та «fiction» — цей термін згодом закріпився в англійській мові у вигляді «science fiction».
У 1925 році Гернсбек заснував власну радіостанцію WRNY і серйозно займався дослідами з передачі телевізійного зображення (до речі, термін «television» також був запропонований саме ним ще в 1909 році). Ці досліди вимагали багато коштів, які йому удавалося заробляти виданням науково-популярних журналів під егідою заснованої ним Experimenter Publishing Company. Для збільшення доходів Гернсбек у 1926 році почав видавати журнал «Amazing Stories», який вважається першим у світі журналом наукової фантастики. Журнал виявився надзвичайно прибутковим проектом, що привело в 1929 році до успішної фінансової атаки конкурентів на Experimenter Publishing Company. Гернсбек втратив контроль над компанією і журналами, проте швидко реанімував бізнес, заснувавши Stellar Publishing Corporation і почавши випускати під її егідою декілька нових видань, у тому числі журнали фантастики «Air Wonder Stories» і «Science Wonder Stories», які через рік були об'єднані в журнал «Wonder Stories».
Намагаючись організувати підтримку журналу з боку лояльних читачів, Гернсбек 1934 року ініціював створення Ліги наукової фантастики, яка стала основою так званого Першого фендому і поступово перетворилася в глобальне співтовариство любителів фантастики.
Незважаючи на зростаючу конкуренцію з боку інших видавничих компаній, Гернсбек продовжував видавати «Wonder Stories» до 1936 року, коли обставини змусили його продати бізнес.
1953 року Гернсбек зробив останню спробу створити власний журнал фантастики «Science Fiction Plus», але йому вдалося випустити всього декілька номерів.
Він до кінця життя продовжував займатися винахідництвом, на його ім'я зареєстровано близько 80 патентів. На честь Гернсбека названа Премія Г'юго, що щорік вручається з 1953 року за досягнення в області фантастики і найкращі фантастичні твори попереднього року. Сам Гернсбек в 1960 році став лауреатом спеціальної премії «Г'юго» як «батько науково-фантастичних журналів».
Г'юго Гернсбек помер у Нью-Йорку 19 серпня 1967 року.

## Деякі твори Г'юго Гернсбека
- «Ральф 124C 41+» («Ralph 124c 41+»), роман, опублікований в «Modern Electrics» в 1911–1912 роках
- «Наукові пригоди барона Мюнхаузена» («Baron Munchhausens Scientific Adventures»), цикл оповідань, опублікований в «Electrical Experimenter» нерегулярними випусками в 1915–1917 роках
- «Магнітний шторм» («The Magnetic Storm»), оповідання, опубліковане в «Electrical Experimenter» в серпні 1918 року
- «Електрична дуель» («The Electric Duel»), оповідання, опубліковане в «Science and Invention» в серпні 1923 року